# Centre d'interprétation de la nature du lac Boivin

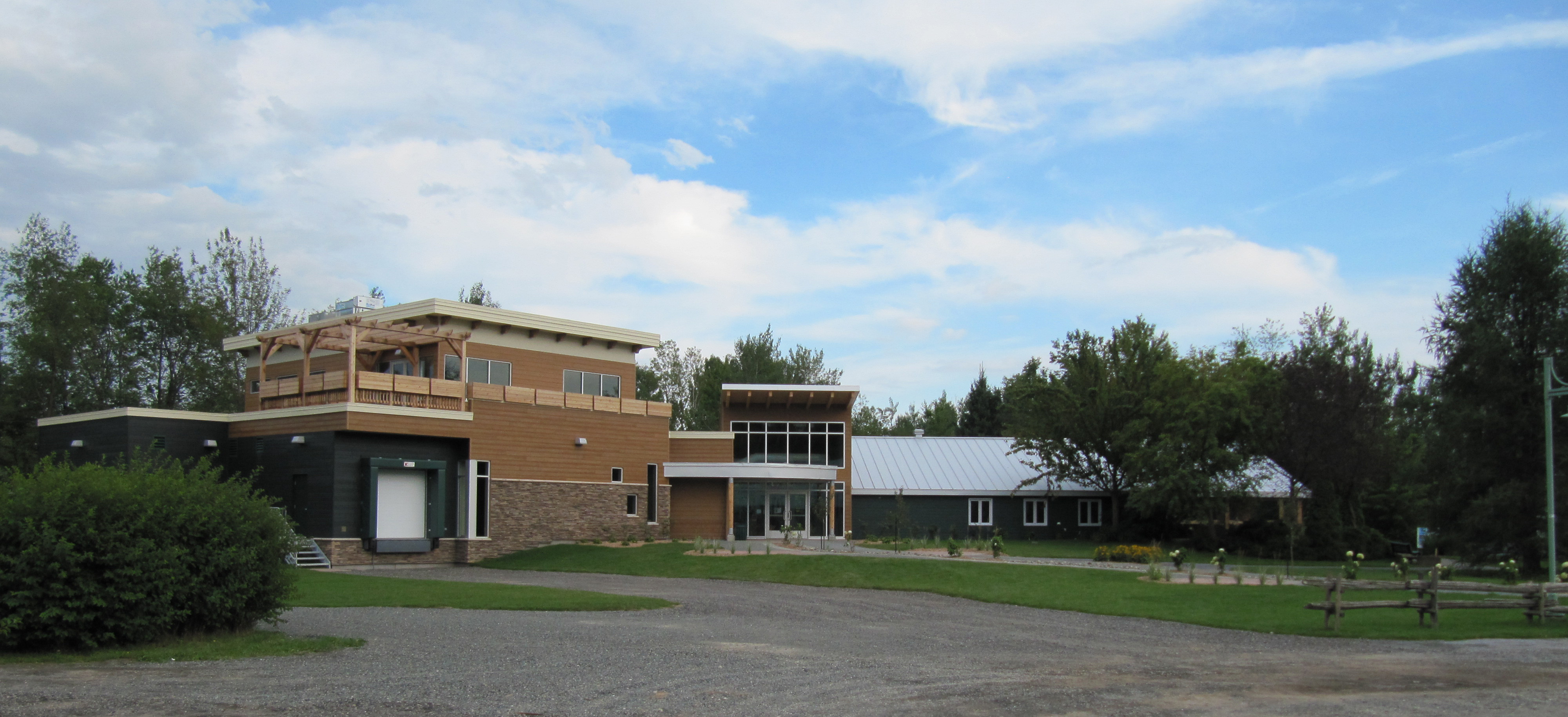
Pavillon principal du CINLB.

Le Centre d'interprétation de la nature du lac Boivin (abrégé CINLB)  est un organisme à but non lucratif fondé en 1980 qui a comme mission de conserver le territoire, les habitats, la faune et la flore du lac Boivin qui est la principale étendue d'eau de la ville de Granby (Québec, Canada).

## Objectifs
Le CINLB a comme objectif de rendre le territoire accessible à la population pour leur permettre par exemple de contempler la nature, de pratiquer l'ornithologie ou tout simplement de prendre une marche en plein air. Depuis sa création jusqu'en juin 2012, l'accès était gratuit pour tous. Depuis cette date, l'accès est payant pour les gens de l'extérieur, mais reste gratuit sur présentation de la carte loisirs, valide, pour les résidents de la ville de Granby. Le centre offre près de 10km de sentier. Le centre vise aussi à promouvoir la conservation de l'environnement de son milieu naturel.

## Historique
Le CINLB fut fondé en 1980 lorsque le maire de Granby de l'époque, Paul-Olivier Trépanier manda l'homme d'affaires Gérald R. Scott pour présider le Comité d'aménagement du lac Boivin. Le comité décida alors de créer le parc Daniel-Johnson comme aire récréative et le CINLB pour l'observation de la nature.
Avant de servir de centre d'interprétation de la nature, on retrouvait à cet emplacement l'aéroport de Granby qui ferma peu avant de prendre la décision de développer l'aéroport régional des Cantons-de-l'Est en 1983 dans la ville voisine de Bromont,.

## Espèces retrouvées

### Faune
Oiseaux
- Canard noir (environ 2 000)[4]

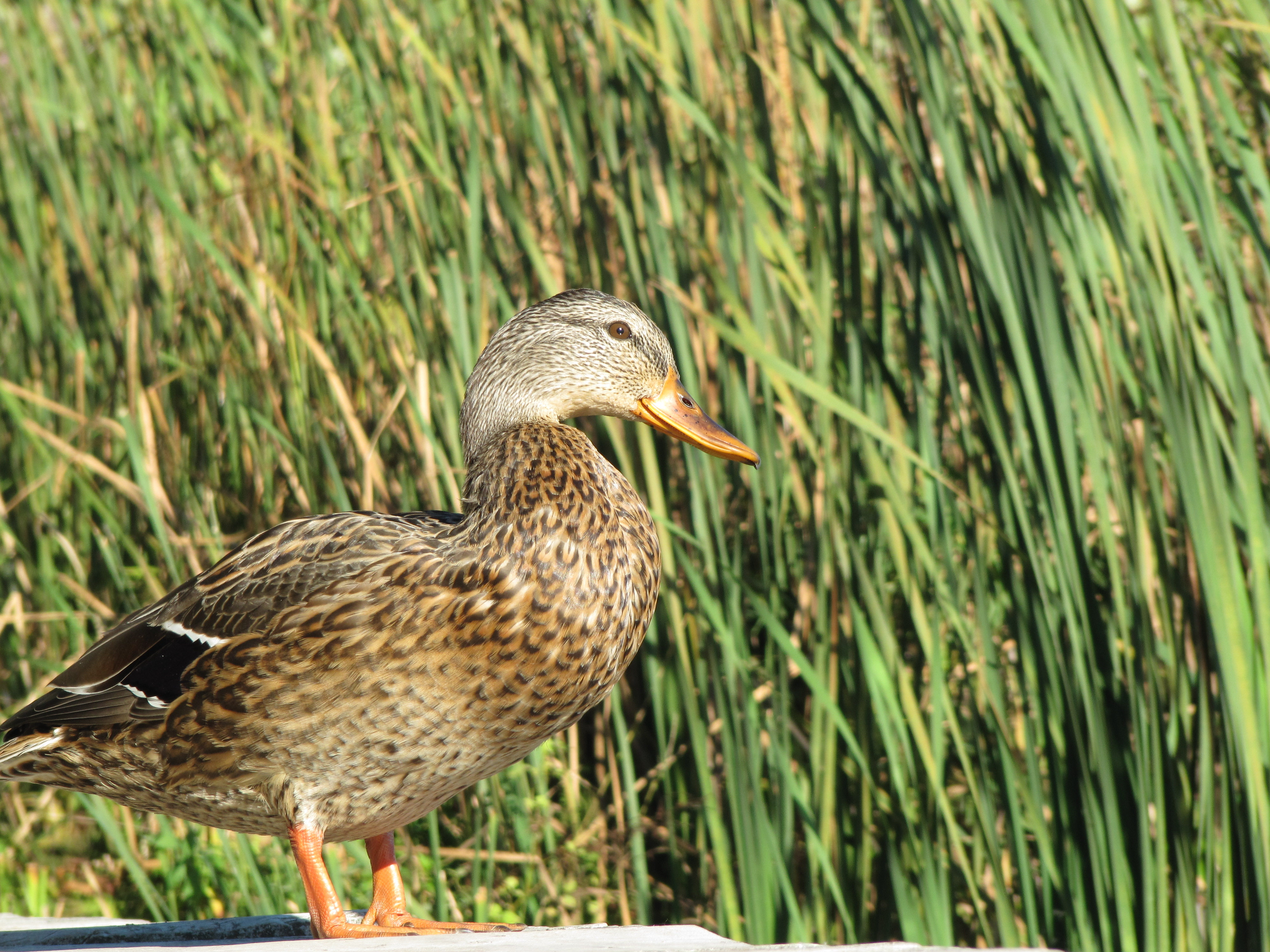
Canard colvert femelle.

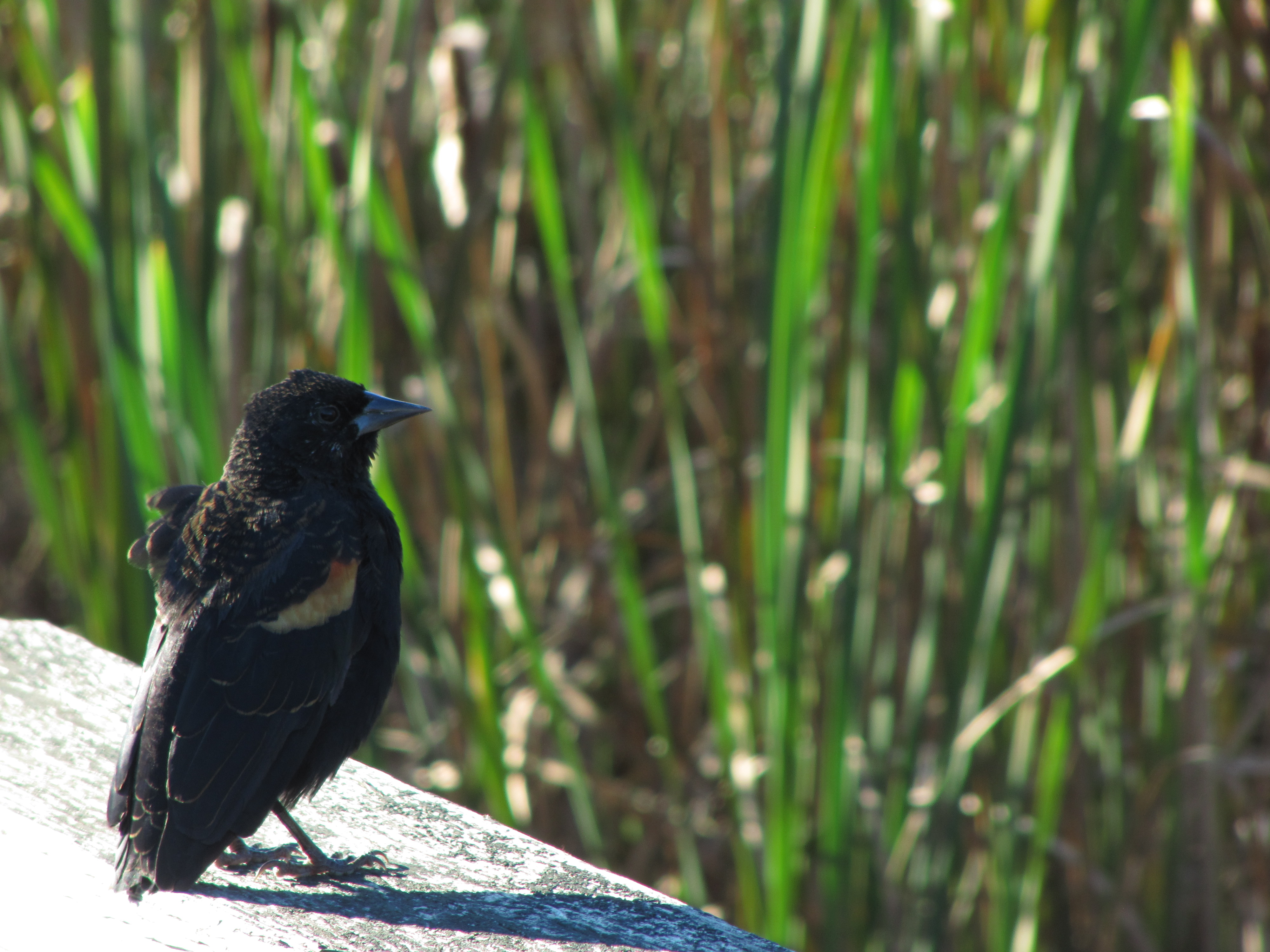
Carouge à épaulettes mâle.

- Canard colvert (environ 1 450)[5]
- Canard branchu[5]
- Fuligule à collier (environ 1 300)
- Bernache du Canada (environ 875)[6]
- Oie des neiges (environ 750)[7]
- Grand Harle (environ 600)[6]
- Sarcelle à ailes bleues (environ 500)[6]
- Cardinal rouge[8]
- Pic-bois[5]
- Geai bleu[5]
- Grand Héron[8]
- Héron vert[8]
- Quiscale bronzé[8]
- Pélican d'Amérique[8]
- Bihoreau gris[8]
- Carouge à épaulettes[8]
- Mésange à tête noire
- Gros-bec à poitrine rose
- Sittelle à poitrine blanche

Mammifères
- Rat musqué[5]
- Vison d'Amérique[5]
- Raton laveur[8]
- Cerf de Virginie[8]
- Écureuil roux américain
- Tamia rayé

Insectes
- Monarque[8]
- Vice-roi[8]

Reptiles
- Couleuvre rayée[8]
- Tortue peinte

Amphibiens
- salamandre à points bleus[9]

### Flore
On retrouve dans près du centre d'interprétation de la nature une prucheraie et une cédrière âgée d'au moins 125 ans. Quant au marais, il est composé en majorité de quenouille (Typha) et de roseau commun (Phragmites australis) dans la partie la moins profonde et de potamot (Potamogeton sp.), de vallisnérie d'Amérique (Vallisneria americana) et de myriophylle (Myriophyllum sp.) dans la partie la plus basse.

## Sentiers
Le CINLB s'étend sur une surface d'environ 480 hectares et accueille environ 180 000 personnes à chaque année,. On y retrouve quatre sentiers et une piste cyclable.

### La prucheraie

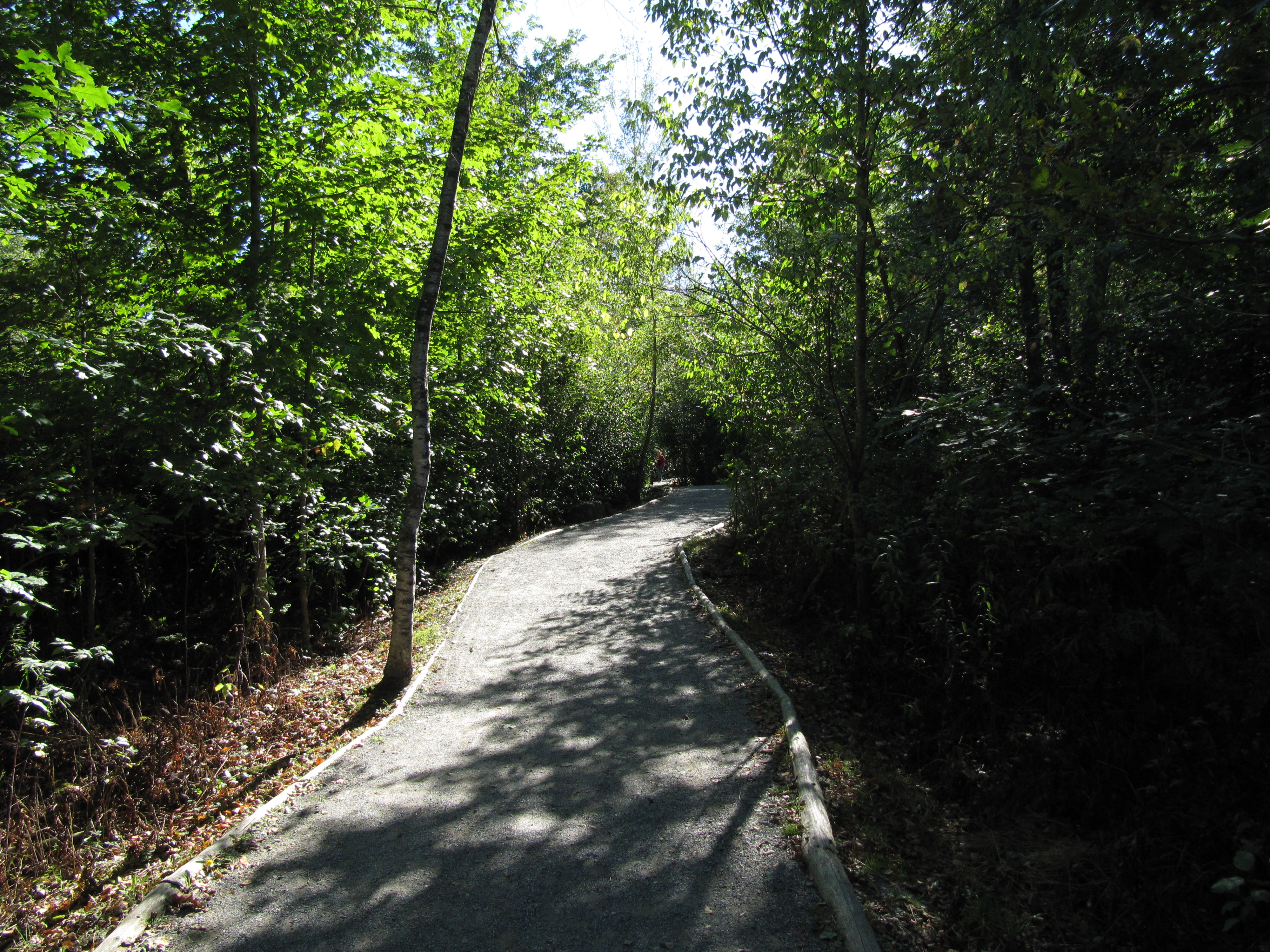
Sentier de la prucheraie.

La prucheraie est le sentier le plus fréquemment emprunté du centre et est long de 1,3 km. Il possède une bonne variété d'environnements naturels avec son marais, sa cédrière et ses forêts de transition. Il possède aussi une tour d'observation de 10 mètres de haut nommée Le nichoir qui permet d'être plus près de la cime des arbres et d'avoir un sur le lac Boivin. Cependant, dû à sa popularité et à la vente de graines de tournesol à l’accueil , le sentier est fortement peuplé par des mésanges à tête noire que l’on peut nourrir surtout en hiver . On y trouve également des écureuils (écureuils roux, écureuils gris et tamias) en grand nombre . Une campagne de sensibilisation menée par des bénévoles tente d’éduquer les marcheurs à ne pas nourrir les écureuils et les canards .

### Les marécages

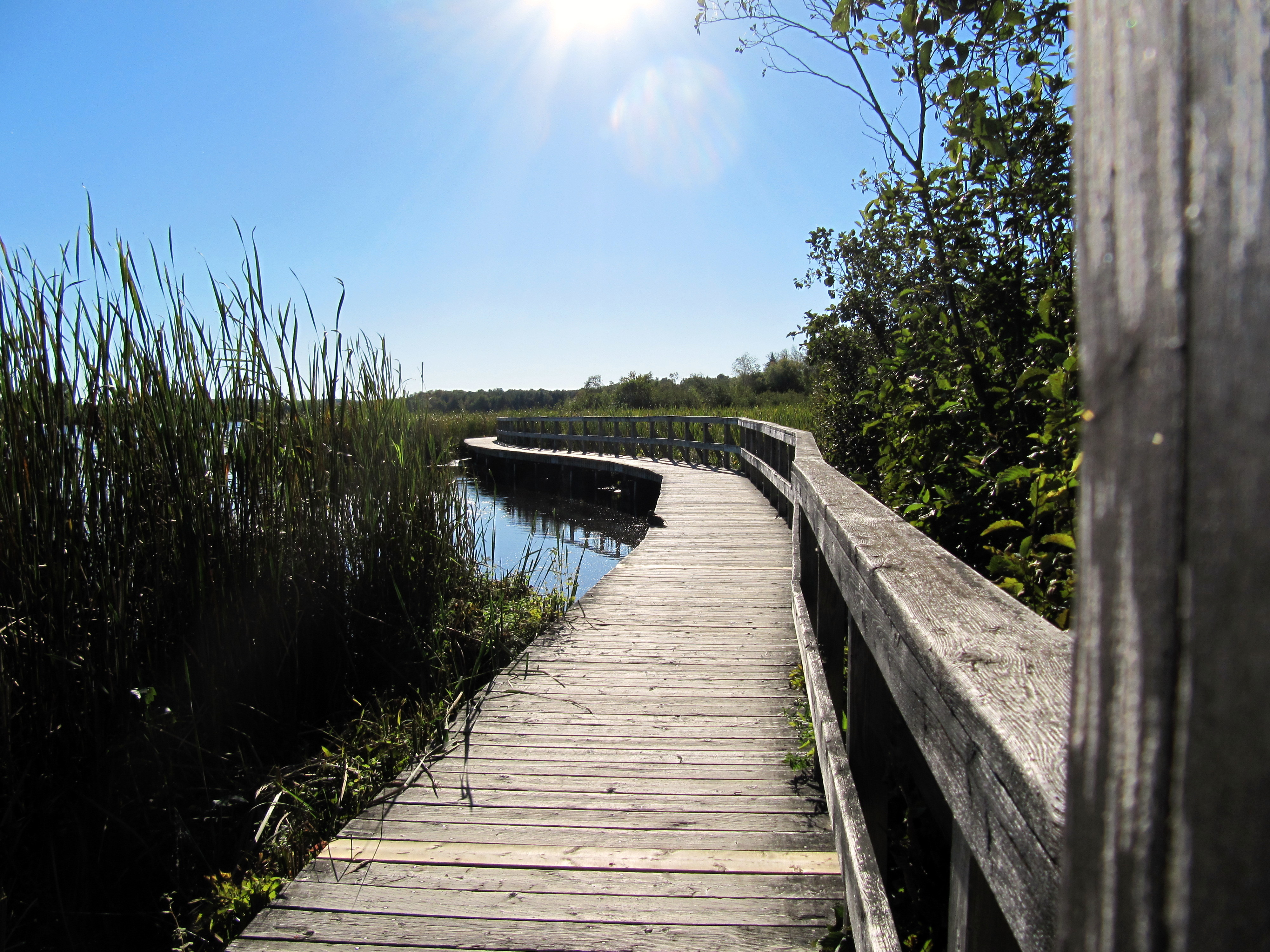
Passerelle sur le sentier des marécages.

Le sentier des marécages est en quelque sorte une extension du sentier de la prucheraie qui fait visiter une zone marécageuse sur 0,9 km. La partie est de ce sentier est sur une longue passerelle de bois longeant le lac et l'autre partie est sur la terre ferme. Elle abrite plusieurs espèces végétales de milieux humides comme la pontédérie, la massette à larges feuilles et la salicaire

### Les ormes
Situé au nord de la prucheraie, le sentier des ormes est long de 1,4 km et a été aménagé pour attirer différentes espèces de canards. En hiver ce sentier est ouvert pour la raquette et le ski de fond (seulement du côté nord pour rejoindre le sentier La randonnée). Lors de la crise du verglas de 1998, les arbres de ce sentier ont été sévèrement endommagés et il en reste plusieurs signes visibles encore aujourd'hui. Une plateforme de nidification pour Balbuzard pêcheur est visible du sentier.

### La randonnée

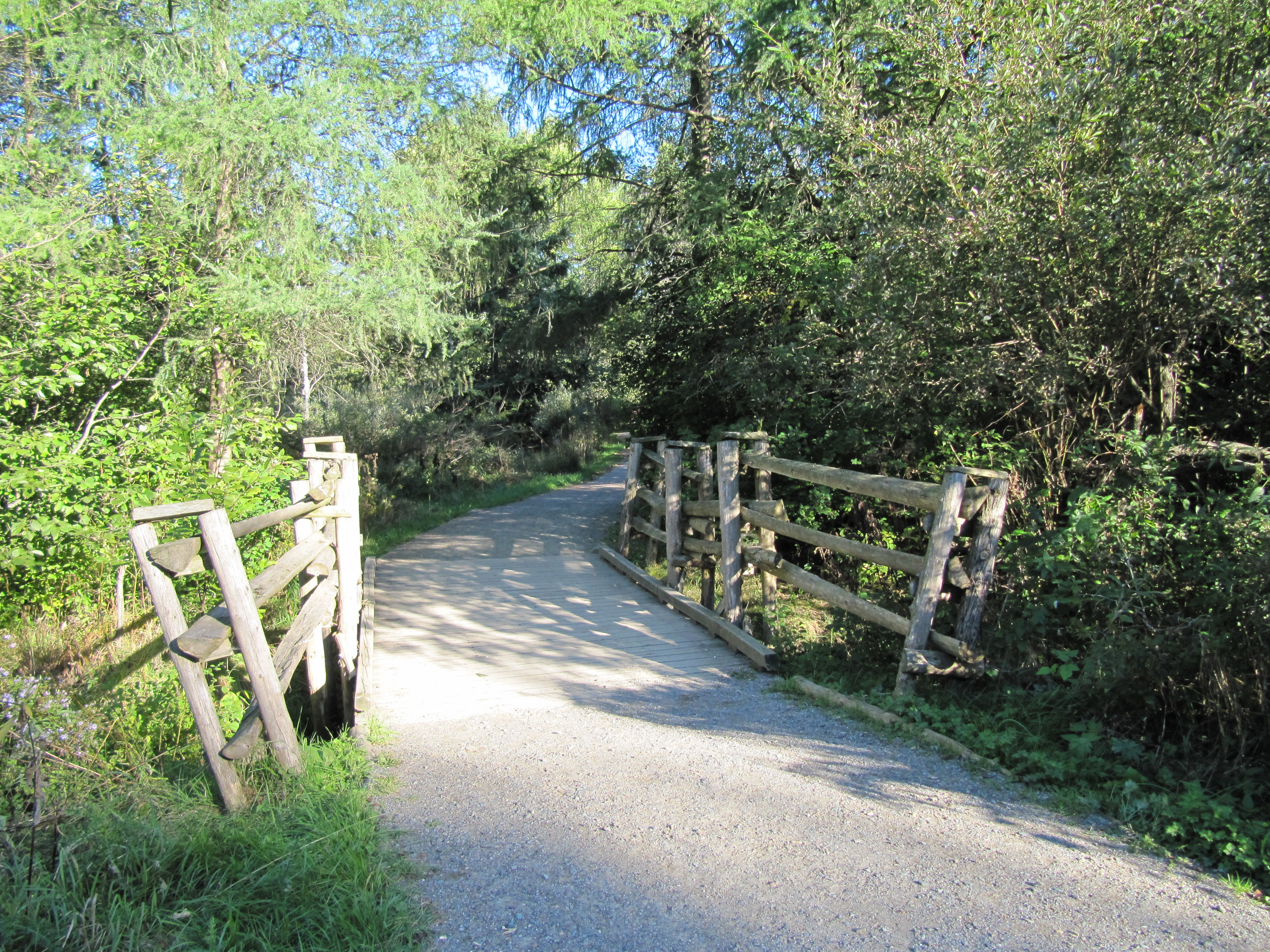
Pont sur le sentier de la randonnée.

Le sentier La randonnée est situé à l'est du lac et est le plus long du centre avec ses 6 km. Au centre, c'est le sentier le mieux conservé et où l'équilibre naturel a été le moins touché car il est beaucoup moins achalandé que les autres sentiers. Il s'arrête à la piste cyclable qui peut être utilisée pour revenir au pavillon d'accueil. Il est d'ailleurs ouvert pour le ski de fond en hiver.

### La Granbyenne

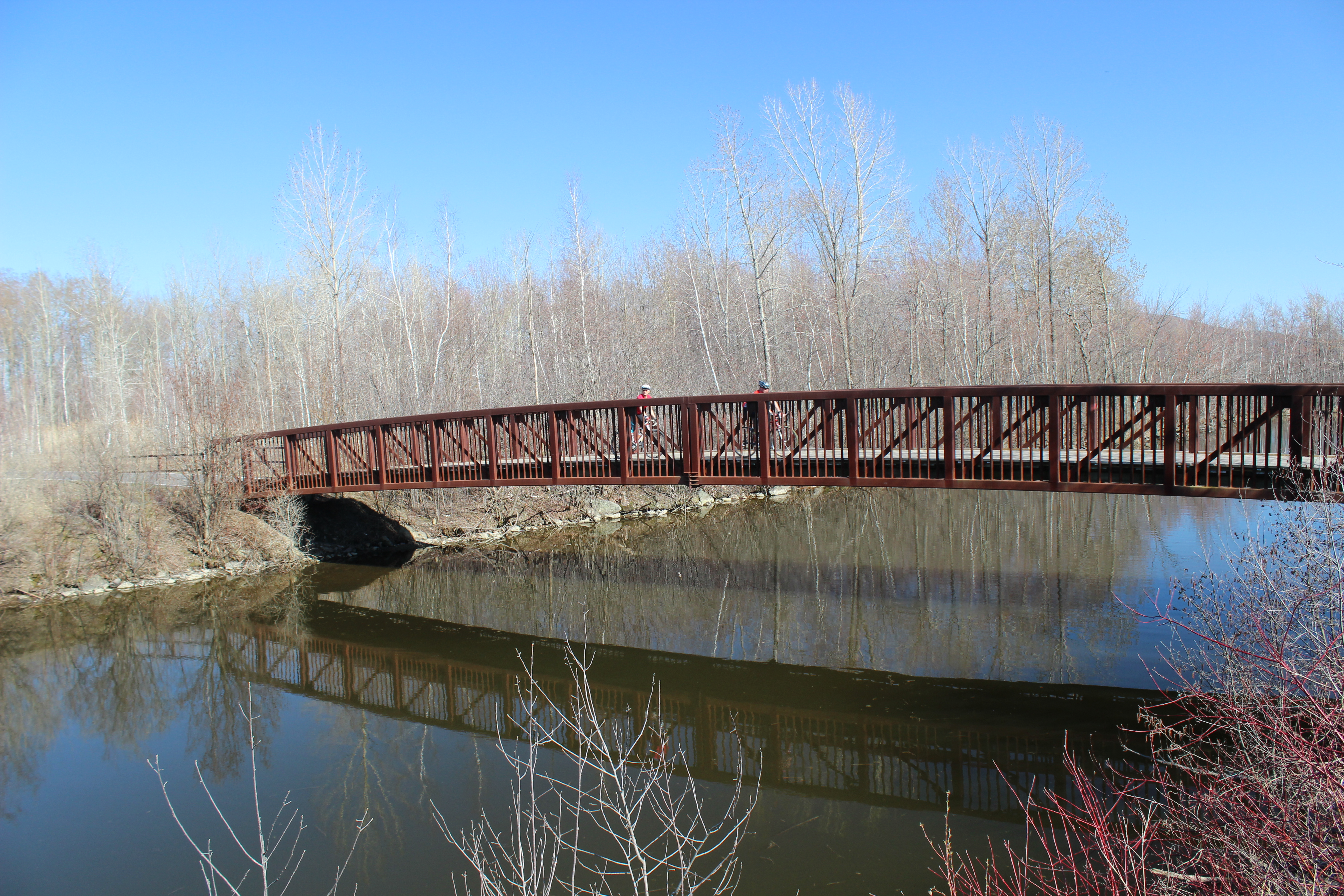
Pont cycliste traversant la rivière Yamaska au nord du réservoir Lemieux.

La Granbyenne est une piste cyclable asphaltée de 12 km qui fait principalement le tour du centre. Tout comme l'Estriade, sa voisine, elle expose plusieurs sculptures originales un peu partout sur son trajet. À l'ouest de La Granbyenne il y a la Tour d'y voir qui est une tour très semblable au nichoir de10 mètres de haut qui donne une vue sur les marécages.

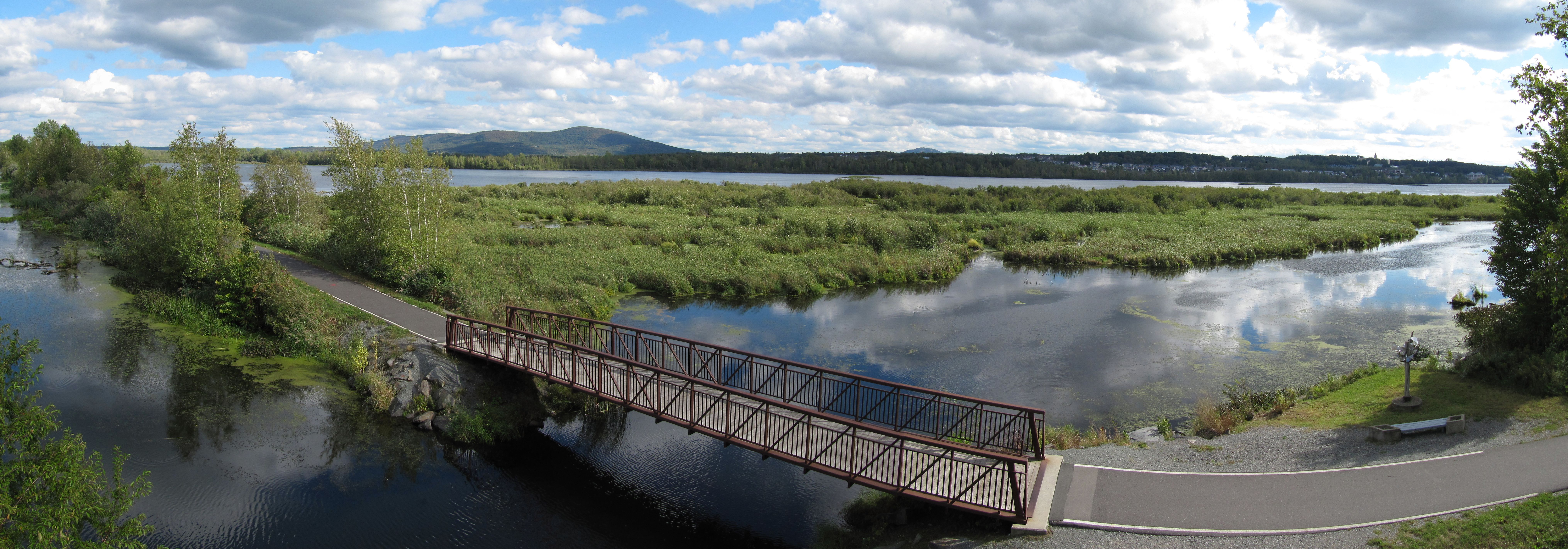
Panorama du lac Boivin depuis la Tour d'y voir.